# 柴祥
柴祥（1526年—？），字汝嘉，號醴泉，浙江杭州府仁和縣人，匠籍，明朝政治人物。

## 生平
丙午科（1546年）浙江鄉試第五十七名舉人。嘉靖三十五年（1556年）中式丙辰科會試第四十一名，三甲第四名進士。都察院观政，授中书舍人，四十一年十一月选授南京监察御史，四十三年疏請終養。
萬曆二年（1574年）起复山东道御史，三年二月乞终养归。十三年再起为御史，升四川副使，十五年六月调福建。

## 家族
曾祖柴質，壽官；祖父柴銘；父柴龍，贈中書舍人；母田氏，封太孺人。兄柴禎。